# 平山城

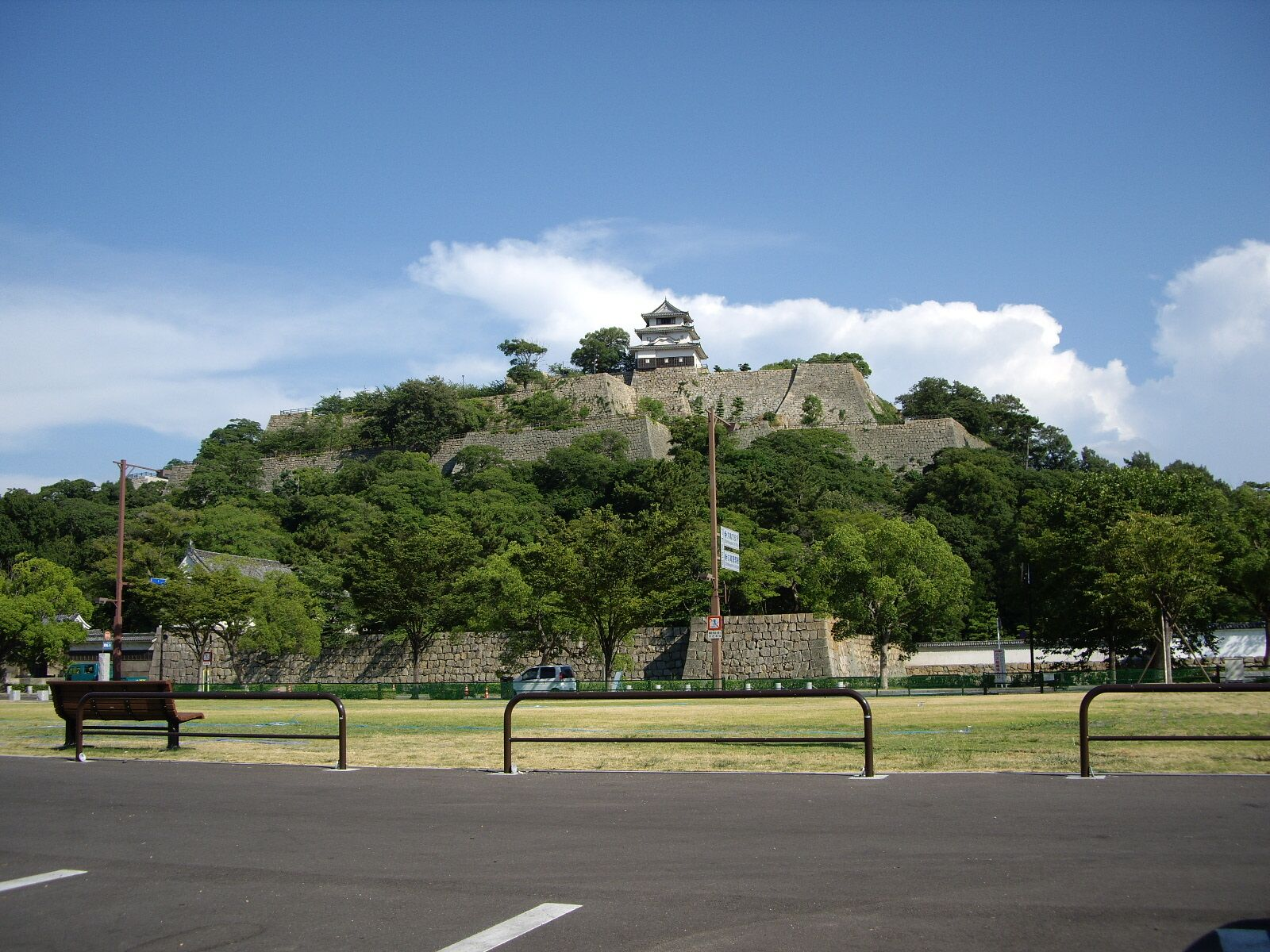
平山城の例（丸亀城）

平山城（ひらやまじろ、ひらやまじょう）とは、平野の中にある山、丘陵等に築城された城のことをいう。江戸時代の軍学者によって分類された、地形による城の分類法の一つである。同字で“ひらさんじろ”と読むものは、「丘城」のことである。

## 概要
戦国時代までは、山城が主な防御施設として築かれていたが、戦国末期には、平城とともに現れ始め、江戸時代後期までに多数が築かれた。防御的な機能と政庁の役割を併せ持ち、領国支配における経済の中心的役割も果たした。
大坂城、姫路城、仙台城、熊本城などの近世城郭の大多数がこれに当たり、現在、日本100名城に選定されたものの内では、沖縄の首里城、和歌山城、岡山城を含め51か所ある。ただ、地形として丘陵と平地が明確には区分できないため、江戸城や大坂城は平城に分類される事もある。

## 構造

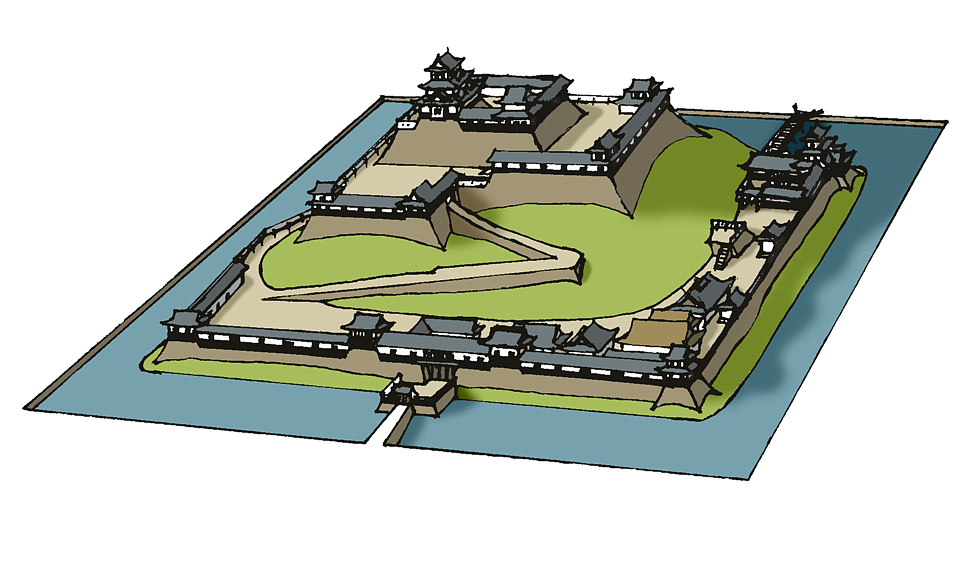
平山城の簡略図

戦国期に見られた丘城（おかじろ）は、舌状台地や小高い丘の上のみに縄張りが行われた城である。その丘城の麓に曲輪を設けたものが近世の平山城である。厳密な決まりはないが、右図のように麓の曲輪が丘陵に造られた曲輪を囲むまたは付属する形であるものが丸亀城や姫路城などに見ることができる。同じく、室町末期に普及し始めた平城と同様に城下町を形成して防御を図った。

## 成立の経緯
戦国末期の山城は山腹に家臣の屋敷などを建てて家臣とその家族たちを住まわせて人質とし、城主も主郭に屋敷を構えて居城した。上杉氏の春日山城や毛利氏の吉田郡山城、織田氏の安土城などがそういった山城であった。なかでも、安土城は総石垣の郭に高層の天守や櫓を建て並べ、後に豊臣秀吉を通じてその体裁が普及し近世城郭へ反映された。
平山城が出現した理由には、中世・戦国時代までの刀や槍などを競合わせる個人戦から、戦国末期に普及した鉄砲が、より遠距離の攻撃を可能にしたことで集団戦へと戦法が変化したことや、大名の抱えうる動員数が従来の山城では賄いきれなかったことなどが考えられている。
山城を改築・移築して主要施設をより低地に移して平山城に移行する場合もある。小田原城のように、山頂の山城と麓の城下町が規模拡張した結果、両者が一体化し、大規模な平山城に移行した例もある。